# كورت باول
كورت باول (بالإنجليزية: Kurt Paul)‏ (و. – م) هو ممثل، وممثل تلفزيوني، من الولايات المتحدة الأمريكية، ولد في الولايات المتحدة الأمريكية.

## وصلات خارجية
- كورت باول على موقع IMDb (الإنجليزية)
- كورت باول على موقع أول موفي (الإنجليزية)
- كورت باول على موقع قاعدة بيانات الفيلم (الإنجليزية)